# Flávio Conceição
Flávio da Conceição (* 12. Juni 1974 in Santa Maria da Serra, São Paulo) ist ein ehemaliger brasilianischer Fußballspieler.
Flávio Conceição, der im defensiven Mittelfeld spielte, begann 1992 seine Profikarriere beim brasilianischen Verein Rio Branco, wo er für eine Saison blieb, ehe er zu Palmeiras São Paulo wechselte. Bei Palmeiras gewann Conceição zwei Meisterschaften (1993, 1994) und blieb bis zum Sommer 1996 unter Vertrag. Nach 100 Erstligapartien für Palmeiras (vier Tore) wechselte Conceição für die Ablösesumme von 6,3 Millionen Euro ins Ausland zu Deportivo La Coruña nach Spanien, wo er 2000 erstmals die Meisterschaft gewinnen konnte. Im selben Jahr wechselte Conceição für 25.000.000 € zum Spitzenverein Real Madrid, wo er die erfolgreichste Phase seiner Karriere haben sollte. Neben zwei Meisterschaften und einem Spanischen Supercup konnte er 2002 die UEFA Champions League, den Europäischen Supercup sowie den Weltpokal gewinnen. 2003 wechselte Conceição in die Bundesliga zu Borussia Dortmund. Nach einer Saison mit lediglich 14 Einsätzen und durchwachsener Leistungen wechselte Conceição in die Türkei zu Galatasaray Istanbul, wo er 2005 den Pokal gewinnen konnte. Im August 2005 unterschrieb Conceição einen Zweijahresvertrag bei Panathinaikos Athen, der aber im Januar 2006 aufgrund von schwachen Leistungen nach gegenseitigem Einvernehmen aufgelöst wurde.
Nachdem Flávio Conceição bei den Olympischen Sommerspielen 1996 mit Brasilien die Bronzemedaille gewinnen konnte, gehörte er zwischen 1997 und 1999 zum Stamm der Brasilianischen Herren-Nationalmannschaft. Seine größten Erfolge waren dabei die Erfolge beim Copa America (1997 und 1999).

## Erfolge
- Brasilianischer Meister (2): 1993, 1994
- Torneio Rio-São Paulo: 1993
- Spanischer Meister (3): 1999/00, 2000/01, 2002/03
- Spanischer Supercup: 2001
- UEFA Champions League: 2001/02
- Weltpokal: 2002
- Europäischer Supercup: 2002
- Türkischer Pokal: 2005
- Copa América (2): 1997, 1999
- Bronzemedaille bei Olympischen Spielen: 1996